# Олимпиада II Эпирская
Олимпиа́да (др.-греч. Ολυμπιάδα; III век до н. э.) — дочь эпирского царя Пирра и его первой жены Антигоны Эпирской, жена царя Эпира Александра II и регент их сыновей Пирра II и Птолемея.

## Биография
Олимпиада вышла замуж за своего единокровного брата Александра. После его смерти в 242 году до н. э. она взяла на себя управление государством из-за малолетства сыновей — Пирра и Птолемея. С целью предотвращения войны с Этолией, союзник которой Деметрий II имел намерение отвоевать у Эпира Акарнанию, захваченную ранее Александром II, Олимпиада устроила династический брак своей дочери Фтии с Деметрием, для чего тот развёлся со своей прежней женой.
После возмужания сыновей Олимпиада передала им управление государством, но они вскоре скончались один за другим: сперва умер старший Пирр, а затем после него и Птолемей. По версии Юстина, Олимпиада умерла вскоре после младшего сына от горя.
По словам Афинея, Пирр состоял в связи с гетерой-левкадянкой по имени
Тигра, и Олимпиада отравила её ядом.
После прерывания царского рода Пирридов по мужской линии в живых остались только две родственницы Олимпиады: Нереида и Деидамия (Юстин называет её Лаодамией). Нереида вышла замуж за Гелона, сына сицилийского тирана, и родила впоследствии сына Гиеронима — последнего царя Сиракуз. Судьба её младшей сестры, по словам Юстина и Полиэна, оказалась трагической: она была растерзана толпой народа, возглавляемого неким Милоном. Убийство совершилось у алтаря Дианы, у которого Деидамия искала защиты. После такого святотатства на город, якобы, обрушились многочисленные беды — голод, неурожаи, нападения врагов, а сам Милон сошёл с ума и на двенадцатый день умер. Но, согласно Павсанию, у Деидамии не было детей, поэтому, находясь при смерти, «она передала власть народу».